# 人民之子 (组织)

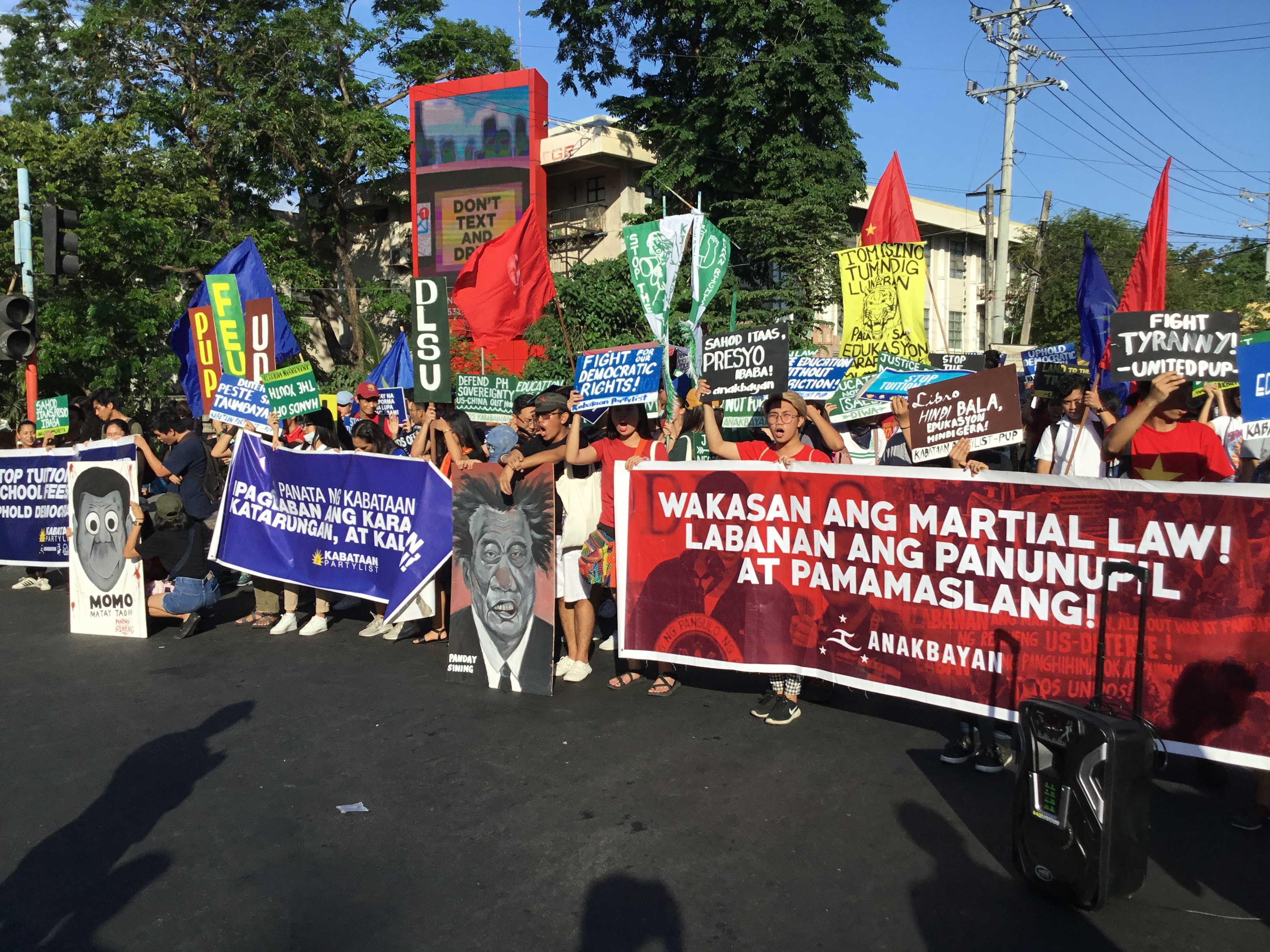
2019年4月5日，人民之子和其他青年团体组织学生抗议活动，谴责罗德里戈·杜特尔特总统实施戒严法。

人民之子（缩写为AB）是一个国际性激进青年组织，主要在菲律宾活动。该组织成立于1998年11月30日，总部位于马尼拉大都会。倡该组织导马克思列宁主义毛泽东思想和“民族民主主义”。该组织出版刊物《爱国青年之声》。该组织是菲律宾左翼联盟“新爱国联盟”的成员，还是人民斗争国际联盟和世界民主青年联盟的成员。该组织有超过2万名成员，分支遍布菲律宾各地和海外的菲律宾侨民聚居地（包括美国、加拿大、欧洲、日本和澳大利亚）。